# Association sportive jeunesse Soyaux-Charente 2022-2023
Questa voce raccoglie le informazioni riguardanti la squadra femminile dell'Association sportive jeunesse Soyaux-Charente nelle competizioni ufficiali della stagione 2022-2023.

## Divise e sponsor
La grafica delle divise casalinghe ripropone i colori sociali del club, il blu e il bianco. Il main sponsor era Item Telecom, lo sponsor tecnico, fornitore delle tenute da gioco, Macron.
| Casa | Trasferta |

## Organigramma societario
Area tecnica
- Allenatore: Michel Bradaïa
- Vice allenatore:
- Preparatore dei portieri:
- Preparatore atletico:
- Medico sociale:
- Fisioterapista:

## Rosa
Rosa, ruoli e numeri di maglia come da sito ufficiale aggiornata al 12 settembre 2022.
| N. |                           | Ruolo | Calciatrice         |
| -- | ------------------------- | ----- | ------------------- |
| 1  | Kenya (bandiera)          | P     | Lilian Awuor        |
| 2  | Francia (bandiera)        | D     | Léonie Multari      |
| 3  | Algeria (bandiera)        | D     | Morgane Belkhiter   |
| 4  | Francia (bandiera)        | D     | Camille Collin      |
| 5  | Turchia (bandiera)        | D     | İpek Kaya           |
| 6  | Francia (bandiera)        | C     | Laura Condon        |
| 7  | Francia (bandiera)        | C     | Anna Clérac         |
| 8  | Camerun (bandiera)        | C     | Fadimatou Aretouyap |
| 9  | Israele (bandiera)        | C     | Eden Avital         |
| 10 | Tunisia (bandiera)        | A     | Ella Kaabachi       |
| 11 | Francia (bandiera)        | D     | Laurine Pinot       |
| 12 | Canada (bandiera)         | C     | Vanessa Gregoire    |
| 13 | Costa d'Avorio (bandiera) | A     | Stéphanie Gbogou    |

| N. |                           | Ruolo | Calciatrice           |
| -- | ------------------------- | ----- | --------------------- |
| 14 | Francia (bandiera)        | C     | Cathy Couturier       |
| 15 | Francia (bandiera)        | A     | Agathe Donnary        |
| 17 | Francia (bandiera)        | A     | Laura Bourgouin       |
| 18 | Francia (bandiera)        | D     | Emeline Saint-Georges |
| 19 | Francia (bandiera)        | A     | Carla Cosme           |
| 20 | Francia (bandiera)        | D     | Aminata Keïta         |
| 22 | Francia (bandiera)        | C     | Siga Tandia           |
| 24 | Costa d'Avorio (bandiera) | A     | Binta Diakité         |
| 26 | Francia (bandiera)        | A     | Jessy Danielle Roux   |
| 30 | Francia (bandiera)        | P     | Romane Munich         |
| 40 | Francia (bandiera)        | P     | Raphaëlle Dubois      |
|    | Argentina (bandiera)      | A     | Julieta Lema          |

## Calciomercato

### Sessione estiva
| Acquisti | Acquisti          | Acquisti | Acquisti      |
| R.       | Nome              | da       | Modalità      |
| -------- | ----------------- | -------- | ------------- |
| P        | Laëtitia Philippe | Soyaux   | fine prestito |

| Cessioni | Cessioni          | Cessioni | Cessioni   |
| R.       | Nome              | a        | Modalità   |
| -------- | ----------------- | -------- | ---------- |
| P        | Laëtitia Philippe | Le Havre | [ 2 ]      |
| D        | Kelly Gadéa       | Le Havre | definitivo |
| C        | Anissa Lahmari    | Guingamp | definitivo |

### Sessione invernale
| Acquisti | Acquisti | Acquisti | Acquisti |
| R.       | Nome     | da       | Modalità |
| -------- | -------- | -------- | -------- |
|          |          |          |          |

| Cessioni | Cessioni     | Cessioni | Cessioni   |
| R.       | Nome         | a        | Modalità   |
| -------- | ------------ | -------- | ---------- |
| C        | Laura Condon | Lazio    | definitivo |

## Risultati

### Division 1

#### Girone di andata
| Arbitro: | Vanderstichel |

|                      |           |  |
| Martens 5’ Diani 34’ | Marcatori |  |

| Arbitro: | Fournier |

|                         |           |              |
| Horan 32’ Cascarino 77’ | Marcatori | 90+3’ Gbogou |

| Arbitro: | Benmahammed |

|                            |           |  |
| Collin-Rougier 7’ Roux 38’ | Marcatori |  |

| Arbitro: | Elbour |

|              |           |          |
| B. Louis 12’ | Marcatori | 54’ Kaya |

| Arbitro: | Laur |

|               |           |                                                           |
| Belkhiter 49’ | Marcatori | 4’ Gavory 48’ Ali Nadjim 55’ Coton-Pélagie 90+4’ Demeyere |

| Arbitro: | Efe |

|              |           |  |
| Borgella 78’ | Marcatori |  |

| Arbitro: | Benmahammed |

|            |           |                                         |
| Condon 48’ | Marcatori | 17’, 82’ Dumornay 56’ Bussy 90’ Ouchene |

| Arbitro: | Vanderstichel |

|                          |           |                               |
| Khelifi 19’ Mondésir 24’ | Marcatori | 13’ (rig.) Bourgouin 84’ Roux |

| Arbitro: | Efe |

|  |           |             |
|  | Marcatori | 51’ Garbino |

| Arbitro: | Laur |

|                             |           |            |
| Cambot 17’, 83’ Richard 18’ | Marcatori | 82’ Gbogou |

| Arbitro: | Elbour |

|  |           |                                                                      |
|  | Marcatori | 39’ Thiney 41’ Matéo 45’ Sarr 52’ Gréboval 74’ Fleury 90+1’ Bourdieu |

#### Girone di ritorno
| Arbitro: | Gerbel |

|  |           |                                 |
|  | Marcatori | 36’ Gilles 40’ Henry 72’ Renard |

| Arbitro: | Rochebilière |

|                |           |  |
| Stiévenart 60’ | Marcatori |  |

| Arbitro: | Laur |

|  |           |                                             |
|  | Marcatori | 44’ Kamczyk 45’ Konan 55’ Swaby 80’ Kouassi |

| Arbitro: | Benmahammed |

|                           |           |  |
| Gordon 24’ Ali Nadjim 88’ | Marcatori |  |

| Arbitro: | Rochebilière |

|          |           |              |
| Kome 77’ | Marcatori | 43’ Declercq |

| Arbitro: | Gerbel |

|                                       |           |             |
| Corboz 36’ Dumornay 86’ Eninger 90+2’ | Marcatori | 40’ Diakité |

| Arbitro: | Laur |

|          |           |                                                                     |
| Kome 46’ | Marcatori | 30’ Petermann 39’ Škorvánková 60’, 72’ Mondésir 81’ (rig.) Bilbault |

| Arbitro: | Daupeux |

|                                  |           |  |
| Garbino 30’ Gomes 41’ Dufour 43’ | Marcatori |  |

| Arbitro: | Efe |

|               |           |                           |
| Belkhiter 35’ | Marcatori | 48’ Cambot 90+4’ Peniguel |

| Arbitro: | Collin |

|                                                  |           |                             |
| Sarr 20’, 33’ (rig.), 63’ Matéo 83’ Bourdieu 89’ | Marcatori | 27’ Bourgouin 72’ Belkhiter |

| Arbitro: | Vanderstichel |

|  |           |                                           |
|  | Marcatori | 36’ Bachmann 59’ Vangsgaard 66’ Baltimore |

### Coppa di Francia
| Arbitro: | Benmahammed |

|  |           |                                         |
|  | Marcatori | 10’, 52’ Gbogou 21’, 89’, 93’ Belkhiter |

| Arbitro: | Beyer |

|  |           |                      |
|  | Marcatori | 44’ Corboz 85’ Bussy |

## Statistiche

### Statistiche di squadra
| Competizione     | Punti | In casa | In casa | In casa | In casa | In casa | In casa | In trasferta | In trasferta | In trasferta | In trasferta | In trasferta | In trasferta | Totale | Totale | Totale | Totale | Totale | Totale | DR  |
| Competizione     | Punti | G       | V       | N       | P       | Gf      | Gs      | G            | V            | N            | P            | Gf           | Gs           | G      | V      | N      | P      | Gf     | Gs     | DR  |
| ---------------- | ----- | ------- | ------- | ------- | ------- | ------- | ------- | ------------ | ------------ | ------------ | ------------ | ------------ | ------------ | ------ | ------ | ------ | ------ | ------ | ------ | --- |
| Division 1       | 6     | 11      | 1       | 1       | 9       | 7       | 33      | 11           | 0            | 2            | 9            | 8            | 25           | 22     | 1      | 3      | 18     | 15     | 58     | -43 |
| Coppa di Francia | -     | 1       | 0       | 0       | 1       | 0       | 2       | 1            | 1            | 0            | 0            | 5            | 0            | 2      | 1      | 0      | 1      | 5      | 2      | +3  |
| Totale           | -     | 12      | 1       | 1       | 10      | 7       | 35      | 12           | 1            | 2            | 9            | 13           | 25           | 24     | 2      | 3      | 19     | 20     | 60     | -40 |

### Andamento in campionato
| Giornata  | 1 | 2 | 3 | 4 | 5 | 6  | 7  | 8  | 9  | 10 | 11 | 12 | 13 | 14 | 15 | 16 | 17 | 18 | 19 | 20 | 21 | 22 |
| --------- | - | - | - | - | - | -- | -- | -- | -- | -- | -- | -- | -- | -- | -- | -- | -- | -- | -- | -- | -- | -- |
| Luogo     | T | T | C | T | C | T  | C  | T  | C  | T  | C  | C  | T  | C  | T  | C  | T  | C  | T  | C  | T  | C  |
| Risultato | P | P | V | N | P | P  | P  | N  | P  | P  | P  | P  | P  | P  | P  | N  | P  | P  | P  | P  | P  | P  |
| Posizione | 9 | 9 | 8 | 8 | 9 | 10 | 10 | 10 | 10 | 10 | 11 | 11 | 12 | 12 | 12 | 12 | 12 | 12 | 12 | 12 | 12 | 12 |

Legenda:

Luogo: C = Casa; T = Trasferta. Risultato: V = Vittoria; N = Pareggio; P = Sconfitta.

### Statistiche delle giocatrici
| Giocatore     | Division 1 | Division 1 | Division 1  | Division 1 | Coppa di Francia | Coppa di Francia | Coppa di Francia | Coppa di Francia | Totale   | Totale | Totale      | Totale     |
| Giocatore     | Presenze   | Reti       | Ammonizioni | Espulsioni | Presenze         | Reti             | Ammonizioni      | Espulsioni       | Presenze | Reti   | Ammonizioni | Espulsioni |
| ------------- | ---------- | ---------- | ----------- | ---------- | ---------------- | ---------------- | ---------------- | ---------------- | -------- | ------ | ----------- | ---------- |
| A. Abdourahim | 3          | 0          | 0           | 0          | -                | -                | -                | -                | 3        | 0      | 0           | 0          |
| E. Avital     | 12         | 0          | 1           | 0          | 1                | 0                | 1                | 0                | 13       | 0      | 2           | 0          |
| L. Awuor      | 1          | 0          | 0           | 0          | 1                | 0                | 0                | 0                | 2        | 0      | 0           | 0          |